# Boadicea (Schiff, 1797)
Die Boadicea, auch HMS Boadicea, war eine nominell 38-Kanonen-Fregatte in der Zeit der Segelschiffe, die im Mauritiusfeldzug eingesetzt wurde und der Patrick O’Brian ein literarisches Denkmal setzte. Benannt war sie nach der britannischen Königin Boadicea, die einen Aufstand gegen Rom anführte.

## Konstruktion und Bau
Die Boadicea wurde am 30. April 1795 von der Royal Navy bestellt. Sie gehörte zu einer Gruppe von Fregatten, welche auf Basis französischer Schiffe bestellt wurden, um die Royal Navy mit kampfkräftigen Fregatten auszustatten. Als Vorbild wurden die Linien der französischen 40-Kanonen-Fregatte Imperieuse von Joseph-Marie-Blaise Coulomb verwendet. Eine Anpassung an britische Erfordernisse und Weiterentwicklung nahm Edward Hunt vor. Den Bau übernahm die Adams-Werft in Buckler’s Hard, wo im September 1795 der Kiel der Boadicea gelegt wurde. Stapellauf war am 12. April 1797 und sie segelte am 9. September 1797 erstmals. Die Boadicea war das einzige Schiff, das nach diesen Plänen vom Stapel lief. Die Länge wird mit 45,26 m angegeben, während die Breite 12,18 m betragen haben soll. Der Tiefgang soll etwa 3,86 m betragen haben. Die Besatzungsstärke betrug 284 Mann.

## Bewaffnung
Obwohl das Schiff zu der Klasse der 38-Kanone-Fregatten gehört haben soll, trug die Boadicea weit mehr Kanonen: Auf dem Batteriedeck soll sie 28 18-Pfünder-Kanonen getragen haben. Auf dem Oberdeck sollen zehn 9-Pfünder-Kanonen und acht 32-Pfünder-Karronaden aufgestellt worden sein, womit die Boadicea insgesamt 46 schwere Geschütze getragen hat. Das Missverständnis hinsichtlich der Anzahl der Kanonen beruht darauf, dass die Karronaden nicht mitgezählt wurden, da sie nur beim Nahkampf zum Einsatz kamen.

## Einsatz
Die Boadicea wurde unter Befehl von Captain Richard Goodwin Keats in Dienst gestellt und diente die ersten Jahre in der Kanalflotte. Am 14. August 1797 eroberte sie das spanische Schiff Union mit 22 Kanonen. 1801, unter Befehl von Captain Charles Rowley, war sie Flaggschiff eines kleinen Geschwaders vor der Atlantikküste von Frankreich und Spanien. Ab 1803, unter Kommando von Captain John Maitland, segelte sie unter dem Kommando der Kanalflotte. 1805 half sie vier französische Linienschiffe unter dem Kommando von Admiral Pierre Dumanoir Le Pelley - welche in der Schlacht von Trafalgar entkommen konnten - zu erobern. 1806 schützte sie Walfangschiffe, 1807 war sie vor Irland eingesetzt.
1808 segelte Captain John Hatley als Kommandant von Portsmouth aus zum Kap der Guten Hoffnung, wo sie am Mauritiusfeldzug teilnahm. 1810 übernahm Kommodore Josias Rowley das Kommando über die Boadicea, während Captain John Hatley mit der Raisonnable zurück ins Vereinigte Königreich segelte. Danach nahm sie an der Eroberung von Réunion teil und eroberte nach der Seeschlacht von Grand Port die Africaine am 3. September 1810 von den Franzosen zurück. Am 17. September 1810 eroberte die Boadicea sowohl die Ceylon zurück als auch deren Bezwingerin, die französische Fregatte Vénus. Im Anschluss diente sie bei der Eroberung von Mauritius, bevor Captain Josias Rowley mit ihr die Siegesnachricht nach England bringen durfte.
Die Boadicea wurde bis Kriegsende eingesetzt. Bis 1824 war das Schiff abgerüstet und Bestandteil der Reserve, bevor es 1824 bis 1827 nach Indien geschickt wurde. Danach wurde sie wieder der Reserve zugeteilt.

## Dienstende
Im Jahr 1854 wurde die Boadicea zur Hulk, 1858 wurde sie abgewrackt.